# Leoparda
Leoparda (IVe siècle, Byzance) était une gynécologue de la cour de Gratien (359-383),,.
Les informations sur Leoparda proviennent d'un livre du médecin de l'empereur Gratien, Théodore Priscien, qu'il a écrit afin de former les femmes médecins. Dans ce livre, il note que Leoparda était une gynécologue respectée, mais que ses remèdes n'étaient guère plus scientifiques que ceux du grec Dioscoride. Le livre contient également des citations de Soranus, Cléopatre, et Aspasie. Certains passages sont en rimes, sans doute pour que les femmes qui le lisent, supposées avoir moins d'intelligence que les hommes, s'en souviennent. Il dédie ce livre à Leoparda et à deux autres femmes médecins, Salvinia et Victoria.

## Sources
- Priscian Theodorus. Ad Timotheum fratrem. Book 3: Gynaeccea ad Slavinam. Basel: In Officina Frobeniana, 1532. Le troisième livre parle de Leoparda.